# ノサック (アヴェロン県)
ノサック （Naussac）は、フランス、オクシタニー地域圏、アヴェロン県のコミューン。

## 地理
ロット川支流のディエージュ川沿いにあるコミューンは、ノサックとベズ・ド・ノサックの2つの村落で構成される。

## 人口統計
2016年時点のコミューン人口は370人で、2011年時点の人口より7.25%減少した。
| 1962年 | 1968年 | 1975年 | 1982年 | 1990年 | 1999年 | 2006年 | 2016年 |
| ------ | ------ | ------ | ------ | ------ | ------ | ------ | ------ |
| 337    | 312    | 274    | 338    | 323    | 296    | 311    | 370    |

参照元:1962年から1999年までは複数コミューンに住所登録をする者の重複分を除いたもの。それ以降は当該コミューンの人口統計によるもの。1999年までEHESS/Cassini、2006年以降INSEE

## 史跡

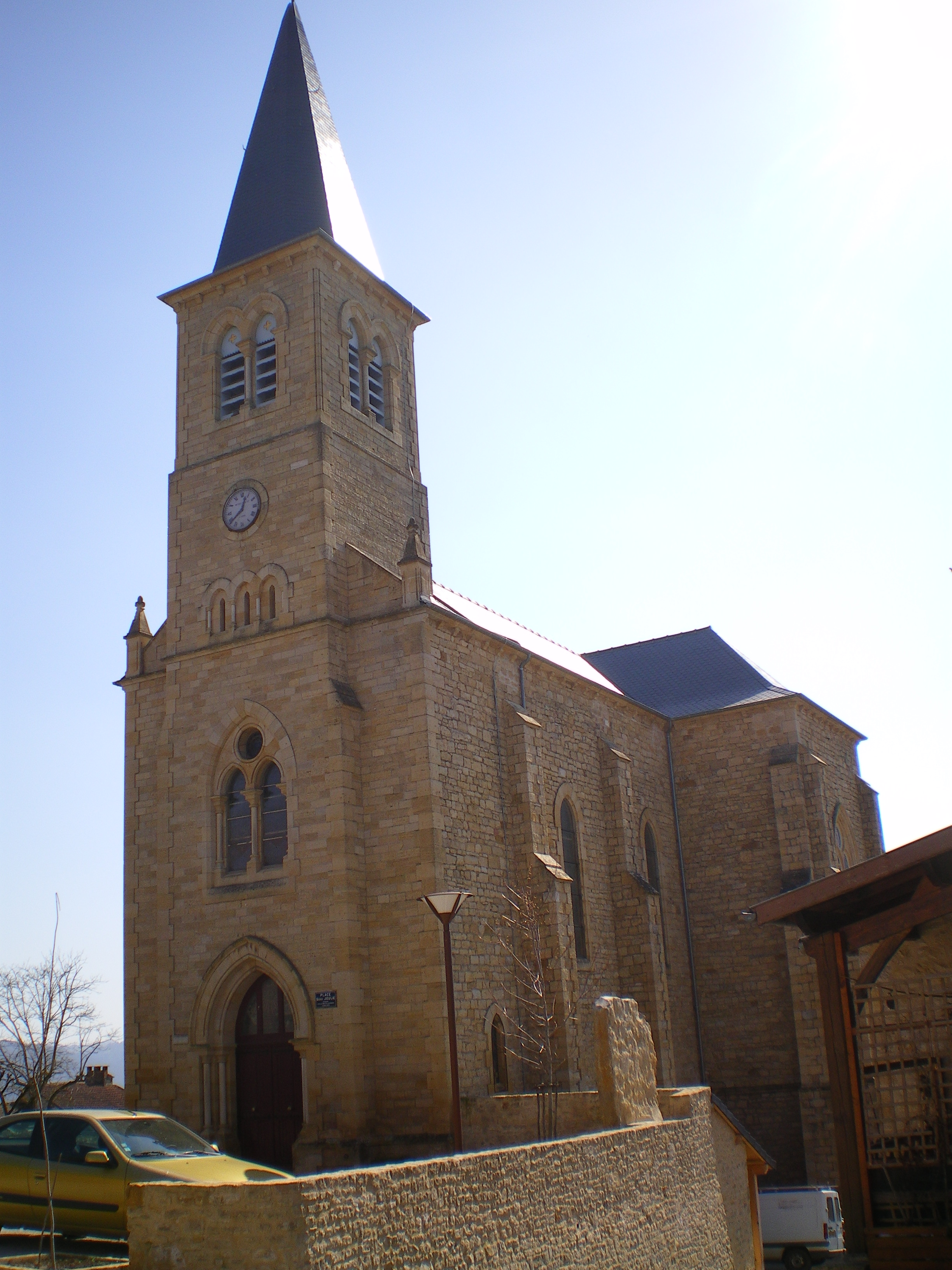
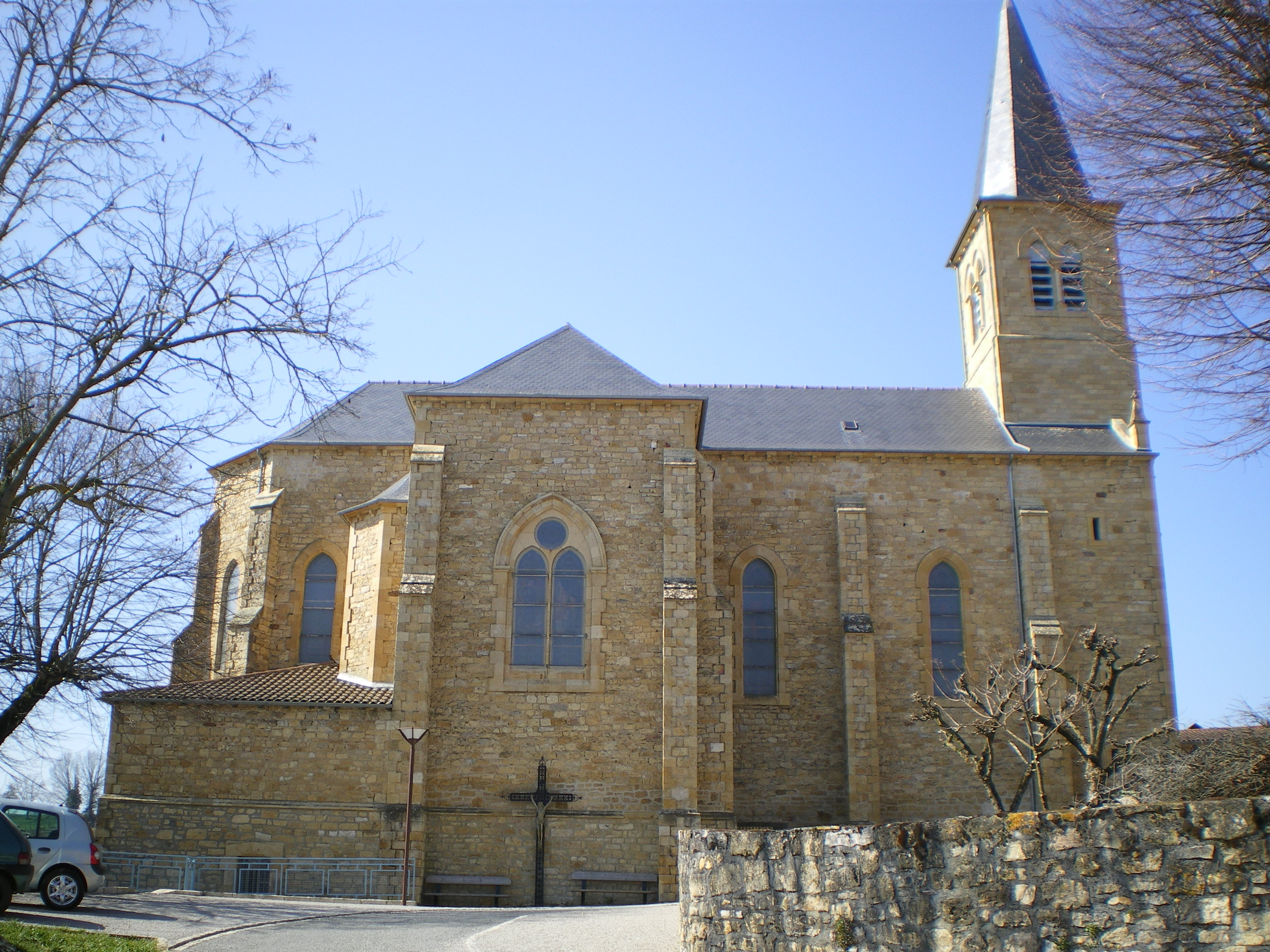
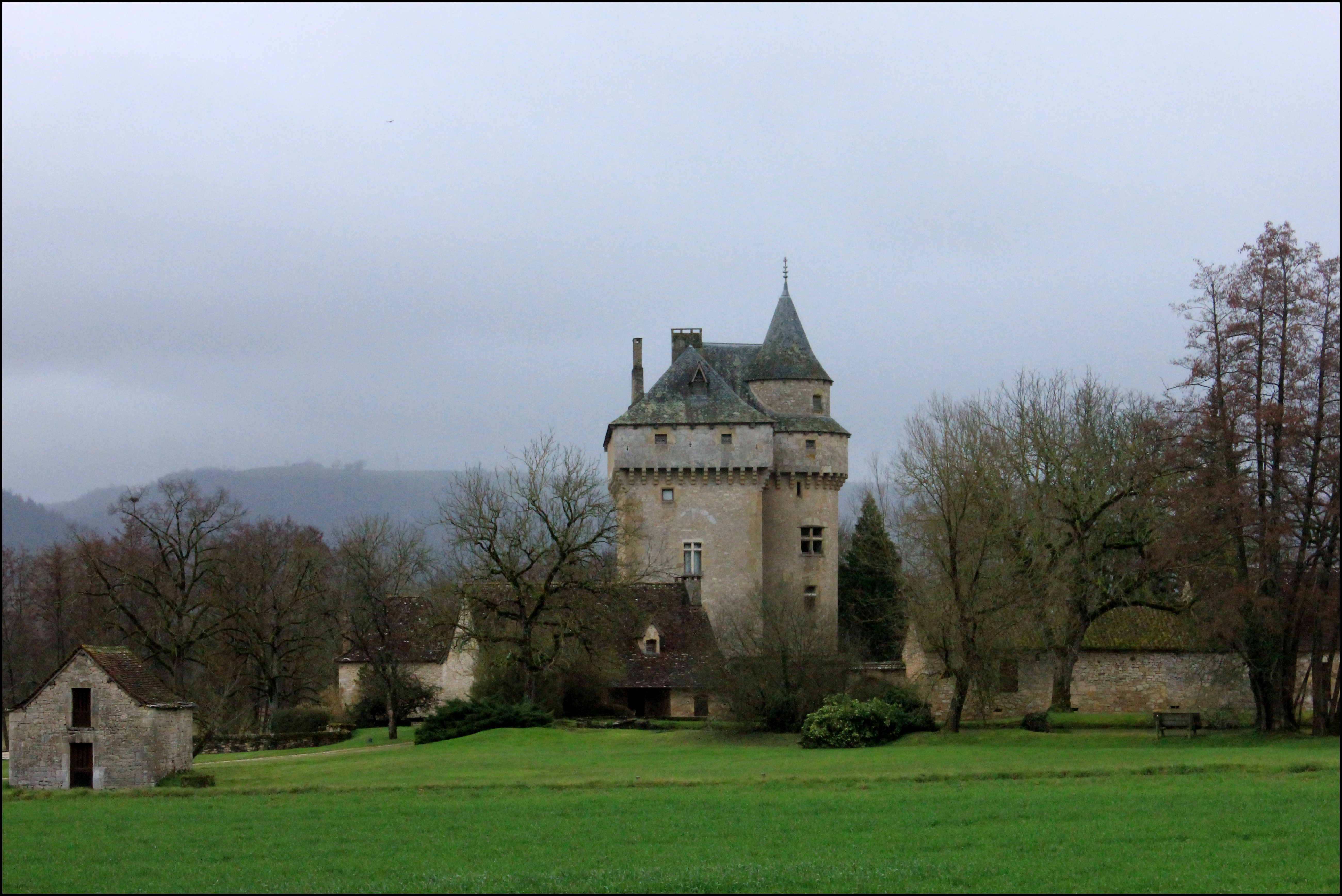
マリネスクのシャトー